# Carola-Bibiane Schönlieb
Carola-Bibiane Schönlieb (Viena, 21 de dezembro de 1979) é uma matemática austríaca, que trabalha com processamento digital de imagem e equações diferenciais parciais. É fellow do Jesus College, Universidade de Cambridge. Autora do livro Partial Differential Equation Methods for Image Inpainting (Cambridge University Press, 2015), sobre métodos para usar a solução de equações diferenciais parciais para restauração de imagens.
Schönlieb obteve um mestrado em matemática na Universidade de Salzburgo em 2004. Obteve um Ph.D. em Cambridge em 2009. Sua tese, Modern PDE Techniques for Image Inpainting, foi orientada por Peter Markowich. Após estudos de pós-doutorado na Universidade de Göttingen retornou para Cambridge como lecturer em 2010.
Em 2016 recebeu o Prêmio Whitehead da London Mathematical Society "for her spectacular contributions to the mathematics of image analysis". Recebeu um Prêmio Philip Leverhulme em 2017, sendo em 2018 "Mary Cartwright Lecturer" da London Mathematical Society.